# Paradox Development Studio
Paradox Development Studio é uma empresa sueca de jogos de computador, fundada em 1995. A empresa é uma ramificação e descendente direto da Paradox Interactive. 
A empresa começou fazendo jogos baseados no remanscente da companhia Target Games, que se tornou uma fabricante de softwares de jogos de estratégia a partir de 1995. No início, começou a fazer um software baseado no jogo de tabuleiro Svea Rike. Com o sucesso do jogo, a companhia continuou a investir em software de entretenimento, e em 1999 a empresa se dividiu em duas entidades: Paradox Interactive, que focava na produção de jogos de computador, e Paradox Entertainment, que tinha foco em produzir tabuleiros para role-playing games. Mais tarde, para auxiliar na distribuição e promoção dos jogos, a Paradox Interactive criou uma ramificação, a Paradox Development Studio, para focar no desenvolvimento de grandes jogos de estratégia, enquanto a Paradox Interactive passou a cuidar da promoção e distribuição dos jogos em geral.